# USS S-1 (SS-105)
El USS S-1 (SS-105) fue el primer submarino clase S de la Armada de los Estados Unidos. En 1923, el SS-105 se convirtió en la plataforma de un experimento realizado por primera vez por la Armada de los Estados Unidos, consistente en un avión de exploración con base en submarino.

## Historia
Fue puesto en grada el 11 de diciembre de 1917 en Quincy, Massachusetts, por el Fore River Shipbuilding Co. Fue botado el 26 de octubre de 1918, apadrinado por el vicealmirante Emory S. Land, destacado arquitecto naval especializado en construcción de submarinos y que tuvo un papel clave en el diseño de los submarinos Clase S de 1917 a 1919, el primer intento de la Armada de los Estados Unidos de construir un submarino capaz de operar con la flota de batalla (submarino de flota). 
El 5 de junio de 1920, fue puesto en servicio; su primer comandante fue el teniente comandante Thomas G. Berrien.
Desplazaba 854 t en superficie y 1062 t sumergido. Tenía una eslora de 219 ft 3 plg (66,8 m), una manga de 20 ft 8 plg (6,3 m) y un calado de 15 ft 11 plg (4,9 m). Su velocidad es 14,5 nudos en superficie y 11 nudos en inmersión. Su tripulación era de 38 hombres. 
Su armamento estaba compuesto por cuatro tubos lanzatorpedos de 21 pulgadas (533 mm).
El 17 de julio, recibió la designación «SS-105». Era uno de los tres submarinos construidos por diferentes astilleros a pedido de la Armada. El S-1 era el «Holland-Type», el S-2 era el «Lake-Type» y el S-3 era el «Government-Type».
El SS-105 inició sus operaciones en julio de 1920 marchando a las Bermudas junto con la Submarine Division 2 (SubDiv 2).
El 2 de enero de 1923, fue asignado a la Submarine Division Zero, una unidad experimental creada para realizar pruebas con aviones embarcados.
Como resultado de estudios realizados por la Armada, en 1923, el SS-105 se convirtió en la plataforma de un experimento consistente en un avión de observación con base en submarino. Para esto, se instaló un hangar cilíndrico de acero, localizado a popa de la torre de mando, para albergar un pequeño hidroavión parcialmente desmontado Martin MS-1. Después de emerger, se podía ensamblar rápidamente al avión y lanzarlo lastrando al submarino hasta dejar inundada la cubierta. El primer ciclo de emersión, ensamblado, lanzamiento, recibimiento y desensamblado tuvo lugar el 28 de julio de 1926 en el río Támesis, New London, Connecticut.
Finalizados los experimentos con el avión, pasó a desempeñarse como buque insignia de la Submarine Division 2 hasta 1927, cuando pasó a la SubDiv 4.
Entre 1931 y 1937, estuvo en Pearl Harbor como parte de la Submarine Division 7, Submarine Squadron 4. Entre 1932 y 1933 integró la Rotating Reserve Submarine Division 14, regresando a la SubDiv 7, donde permaneció hasta 1937. El 20 de octubre de este año, fue retirado del servicio.
El 16 de octubre de 1940, reanudó su servicio, en Filadelfia. Durante este breve segundo período, efectuó dos viajes a las Bermudas entrenando submarinistas y regresó a Filadelfia el 7 de diciembre de 1941 y fue reacondicionado para su transferencia al Reino Unido bajo arriendo. siendotransferido a la Royal Navy en New London el 20 de abril de 1942. Prestando servicios con la Marina Real bajo el nombre de «HMS P. 552». En julio de 1942 llegó al Reino Unido, siendo destinado al Atlántico Sur como buque de entrenamiento de guerra antisubmarina. Llegó a Sudáfrica, vía Gibraltar y Freetown, en diciembre de 1942; el buque no estaba en muy buenas condiciones, y pasó gran parte de su tiempo en los astilleros. Tras una colisión en el puerto de Durban en enero de 1944 fue declarado no apto para navegar. Volvió a manos estadounidenses el 16 de octubre de 1944 en Durban, Unión Sudafricana. Allí, le fueron retiradas piezas vitales y maquinaria y su casco fue vendido el 20 de julio de 1945; fue desguazado en Durban el 14 de septiembre de ese mismo año.